# Paul-Émile de Souza
Paul-Émile de Souza (1930 – 17 giugno 1999) è stato un militare e politico beninese.
È stato Presidente del Dahomey (attuale Benin) dal dicembre 1969 al maggio 1970.